# Mozilla
Mozilla és el nom de la fundació responsable d'un projecte de programari lliure creat al voltant de la comunitat del mateix nom (sovint anomenada com a comunitat mozilla.org), que des de 1998 està treballant en la creació d'una sèrie d'eines de treball a internet, entre les quals s'inclouen un navegador, un editor d'HTML, un programa de xat i un client de correu electrònic i lector de missatges.

## Història
El 23 de gener de 1998, Netscape va anunciar que Netscape Communicator seria gratuït i que el codi font també seria gratuït. L'endemà Jamie Zawinski, de Netscape, va registrar mozilla.org, que pretenia ser un proveïdor de tecnologia per a empreses que comercialitzarien el seu codi de codi obert. El març de 1998 Netscape va fer públic el codi font del seu conjunt de clients per internet (coneguda com a Suite d'aplicacions Netscape) amb la intenció de desenvolupar la següent versió (5.0) en col·laboració amb una comunitat de programari lliure creada al seu voltant. Quan AOL va reduir considerablement la seva participació amb Mozilla el juliol de 2003, l'Organització donà pas a la Fundació Mozilla, erigida com a organització sense ànim de lucre designada com a administradora legal del projecte, i va canviar la cultura, arraconant Mozilla Suite per crear aplicacions independents per a cada funció i posar-les a disposició dels usuaris, principalment el navegador web Mozilla Firefox i el client de correu Mozilla Thunderbird, i es va traslladar per subministrar-les directament al públic. Des de llavors, les seves activitats s'han ampliat fins a incloure Firefox en plataformes mòbils, un sistema operatiu mòbil anomenat Firefox OS, un sistema d'identitat basat en web anomenat Mozilla Persona i un mercat per a aplicacions HTML5.
El gener de 2017, la companyia va canviar la marca del seu símbol de dinosaure en favor d’un logotip que inclogués una seqüència de caràcters ": //" d'una URL, amb el logotip renovat: "moz: // a". El 2020 Mozilla va anunciar que retallaria el 25% del seu personal per reduir els costos en caure la quota de mercat de Firefox del 30% al 4% en deu anys.

## Origen: Nom en clau deNetscape Navigator
Inicialment Mozilla era el nom en clau que es feia servir a Netscape per referir-se al seu navegador.
El nom prové de la combinació de Mosaic killer (en anglès l'Assassí de Mosaic) —en referència a l'objectiu de rellevar el navegador Mosaic— i el monstre de ficció Godzilla.

## Nom de la mascota deNetscape
La mascota de Netscape Communications Corporation es va anomenar Mozilla, que va prendre diverses formes fins a arribar al definitiu disseny, creat per Dave Titus el 1994, en forma de llangardaix amb un estil de dibuixos animats.
La intenció de Netscape de donar una imatge de serietat va fer que la mascota no es mostrés massa al públic encara que internament se seguís usant de manera prominent.

## Part del "user agent string" de molts navegadors
Quan els usuaris visiten un lloc web (mitjançant un agent d'usuari com un navegador web), el client envia al servidor una sèrie de text per identificar el navegador de l'usuari. Es coneix com la "sèrie d'agent d'usuari" (en anglès user agent string). El navegador web Netscape s'identificava com "Mozilla/<version>" i informació sobre el sistema operatiu.

## SuiteMozilla

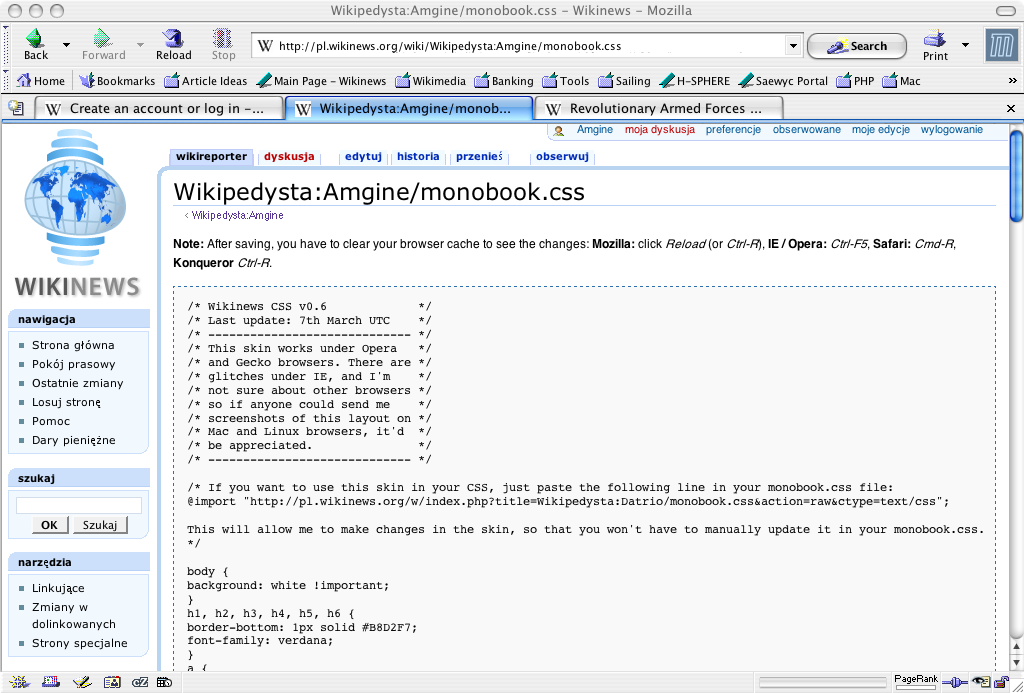
Exemple de la Suite Mozilla

Des de la publicació del codi font per part de Netscape la comunitat mozilla.org va seguir el desenvolupament del programari i el resultat s'anomenà Mozilla. La versió 1.0 es va publicar el 5 de juny de 2002. El programari resultant permetia navegar per la web, fer servir el correu electrònic i els grups de discussió (Usenet), participar en xats IRC, i crear pàgines HTML.
Mozilla fou la base de les següents versions (6 i 7 —Netscape 5.0 mai va arribar a veure la llum) del navegador de Netscape, que va passar a anomenar-se simplement Netscape (en comptes de Netscape Navigator o Netscape Communicator, noms fets servir anteriorment).
També fou la base dels exitosos del navegador web Mozilla Firefox i el client de correu Mozilla Thunderbird que es basaven en parts de Mozilla.
Per evitar possibles confusions, el programari Mozilla original va passar a anomenar-se Mozilla Suite, Mozilla Application Suite i, a partir de la versió 1.8, SeaMonkey.

## Navegadors Mozilla
Mozilla avui dia també es fa servir per referir-se a tots el navegadors compatibles, aquells que fan servir parts, en especial Gecko, la part encarregada de mostrar les pàgines web, com els mencionats Mozilla Suite, Mozilla Firefox o altres projectes independents de la Fundació, com (Galeon, en anglès).
El Minimo, de «mini Mozilla», és un navegador pensat per a petits dispositius.